# NGC 1567
NGC 1567 é uma galáxia elíptica (E) localizada na direcção da constelação de Caelum. Possui uma declinação de -48° 15' 17" e uma ascensão recta de 4 horas, 21 minutos e 08,7 segundos.
A galáxia NGC 1567 foi descoberta em 28 de Dezembro de 1834 por John Herschel.